# Laroco (parroquia)
Laroco (llamada oficialmente Santa María de Larouco) es una parroquia y un lugar del municipio español de Laroco, en la provincia de Orense, Galicia.

## Organización territorial
La parroquia está formada por una entidad de población:
- Laroco

## Demografía
Gráfica demográfica del lugar y parroquia de Laroco según el INE español:
| Gráfica de evolución demográfica de Laroco entre 2000 y 2022 |
|                                                              |
| Datos según el nomenclátor publicado por el INE.             |